# Adrien Rommel
Adrien Rommel (Parigi, 4 agosto 1914 – Clichy, 21 giugno 1963) è stato uno schermidore francese, vincitore di due medaglie d'oro nella scherma ai giochi olimpici.